# Die Krater-Bibliothek

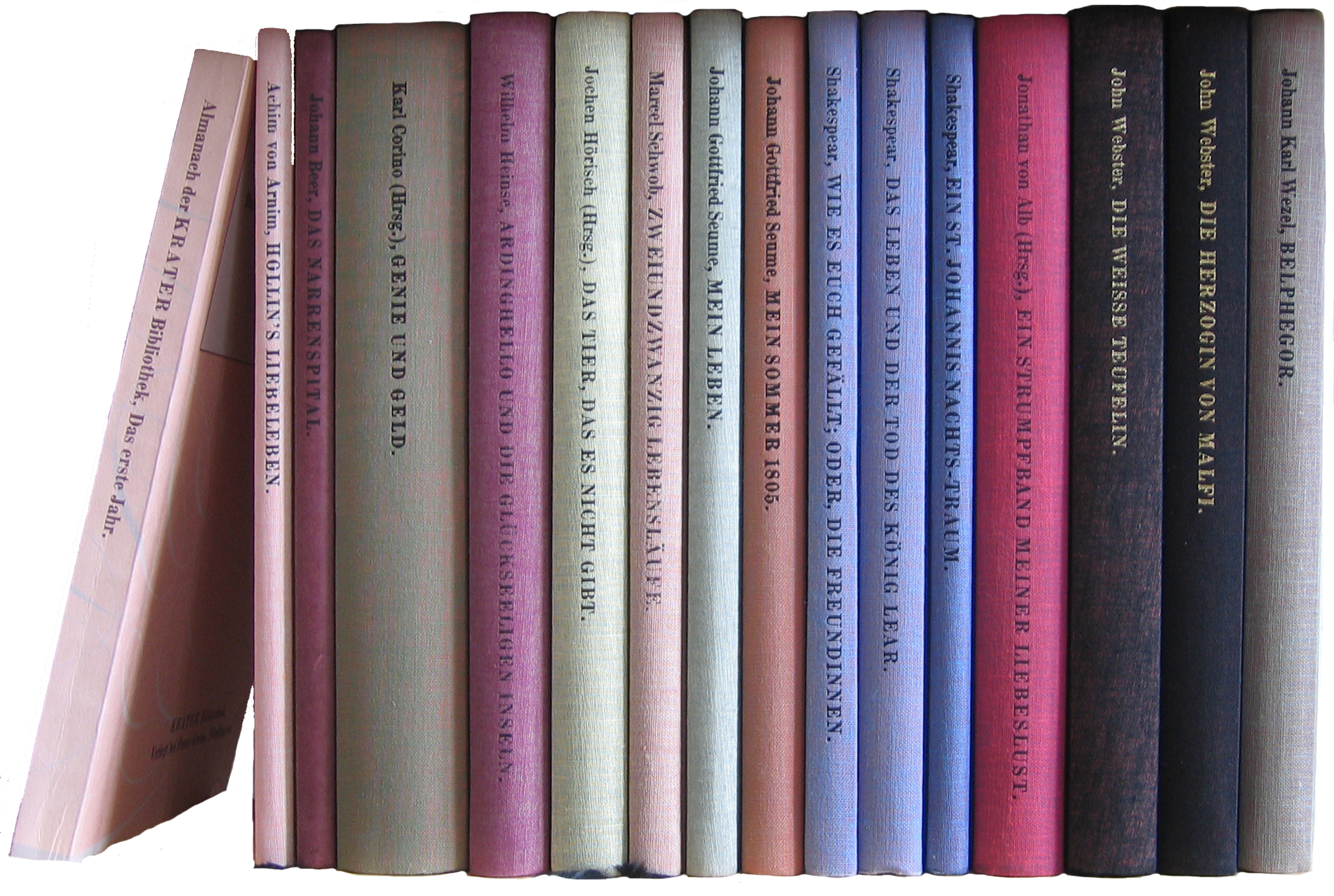
Buchrücken der Reihe (fünf Bände Shakespeare fehlen am Bild)

Die Krater-Bibliothek war eine im Verlag Franz Greno in Nördlingen herausgegebene Buchreihe, in der zwischen 1985 und 1989 22 Bände sowie ein Almanach erschienen.

## Autoren und Themen
Das Hauptprojekt der Krater-Bibliothek, benannt nach dem Nördlinger Meteoritenkrater, war die Neuedition der Shakespeare-Übersetzungen von Christoph Martin Wieland, die allerdings nach acht Bänden nicht weiter fortgesetzt wurde und vollständig erst in den 1990er-Jahren im Haffmans Verlag realisiert werden konnte.
Weitere Autoren der Krater Bibliothek waren Johann Beer, Wilhelm Heinse, Achim von Arnim, Johann Gottfried Seume (mit zwei Bänden), Johann Karl Wezel, Marcel Schwob und John Webster (ebenfalls mit zwei Bänden). Neben Autoren des 16. bis 18. Jahrhunderts enthielt die Buchreihe auch fünf literarische Anthologien: Genie und Geld, herausgegeben von Karl Corino, Das Tier, das es nicht gibt. Über das Einhorn, herausgegeben von Jochen Hörisch, In der Kutsche durch Europa, herausgegeben von Helmut Popp, Ein Strumpfband meiner Liebeslust, herausgegeben von Jonathan von Alb, und Das blaue Buch. Lesarten einer Farbe, herausgegeben von Angelika Lochmann. In einigen Fällen gab es mit der gleichfalls von Greno veröffentlichten Anderen Bibliothek Überschneidungen und Ergänzungen, etwa bei Autoren wie Seume und Arnim, die in beiden Reihen erschienen sind. Ebenso lassen sich, etwa im Fall Wezels und Wielands, Bezüge zwischen der Krater-Bibliothek und der Reihe der Haidnischen Alterthümer aufzeigen, die von Arno Schmidt wiederentdeckte Autoren publizierte. Der eigentlich ebenfalls für die Krater-Bibliothek vorgesehene Dr Faustus von Christopher Marlowe erschien bei Greno 1988 nur in einer Ganzleder-Vorzugsausgabe in größerem Format und ohne das Reihen-Signet.

## Ausstattung
Die Krater-Bibliothek war neben der bekannteren Anderen Bibliothek die zweite ambitionierte und bibliophile Buchreihe des Greno-Verlages, die zunächst mit besonderer Sorgfalt ausgestattet wurde. Hierzu gehörten Fadenheftung, Seideneinband, Deckelprägung und mehrfarbiger Bleisatzdruck auf hochwertigem 100-g-Papier. Alle Bände der Kraterbibliothek sind in Großoktav (24 × 16,5 cm) und mit Lesebändchen und einheitlichem blauen Schutzumschlag erschienen. Bei den verwendeten Schriftarten handelt es sich durchwegs um Cicero Monotypien (Bodoni, Walbaum, Garamond, Bembo, Albion) beziehungsweise um Neo Didot und Old French. Von den zwischen 1985 und 1988 edierten Bänden veröffentlichte Greno jeweils eine in Ganzleder gebundene kostbare Vorzugsausgabe im Schuber. Der letzte Band der Sammlung, In der Kutsche durch Europa, erschien 1989 lediglich in einer Normalausgabe mit geprägtem Pappeinband und Schutzumschlag.

## Bände
- Karl Clausberg (Hrsg.): Almanach der Krater Bibliothek. Das erste Jahr. 1986. ISBN 3-921568-80-3.
- Christoph Martin Wieland: Shakespeare, Theatralische Werke in Einzelausgaben. Neu herausgegeben nach der ersten Zürcher Ausgabe von 1762 bis 1766 von Hans und Johanna Radspieler. Aus dem Englischen übersetzt von Herrn Wieland (Nach acht Bänden eingestellt)
  - Band 1. Shakespeare: Ein St. Johannis Nachts-Traum. 1986. ISBN 3-921568-86-2
  - Band 2. Shakespeare: Das Leben und der Tod des Königs Lear. 1986, ISBN 3-89190-407-X.
  - Band 3. Shakespeare: Wie es euch gefällt; oder, die Freundinnen. ein Lustspiel. 1986, ISBN 3-89190-411-8.
  - Band 4. Shakespeare: Maass für Maass; oder: Wie einer misst, so wird ihm wieder gemessen. Ein Lustspiel. 1987, ISBN 3-89190-416-9.
  - Band 5. Shakespeare: Der Sturm; oder: Die bezauberte Insel. 1987, ISBN 3-89190-417-7.
  - Band 6. Shakespeare: Der Kauffmann von Venedig. 1988, ISBN 3-89190-419-3.
  - Band 7. Shakespeare: Timon von Athen. 1988, ISBN 3-89190-433-9.
  - Band 8. Shakespeare: Leben und Tod des Königs Johann. 1989, ISBN 3-89190-438-X.
- Johann Karl Wezel: Belphegor oder Die wahrscheinlichste Geschichte unter der Sonne. 1986, ISBN 3-921568-84-6.
- Marcel Schwob: Der Roman der zweiundzwanzig Lebensläufe. Übersetzung von Jakob Hegner. 1986. ISBN 3-921568-82-X
- Johann Gottfried Seume: Mein Leben. Nebst der Fortsetzung von G. J. Göschen und C. A. H. Clodius. 1986, ISBN 3-921568-88-9.
- Johann Gottfried Seume: Mein Sommer 1805. Reisejournal. 1987, ISBN 3-89190-415-0.
- John Webster: Die Herzogin von Amalfi. The Duchess of Malfi. Tragödie in fünf Aufzügen. 1612; Aus dem Englischen von Alfred Marnau. Zweisprachige Ausgabe. 1986, ISBN 3-921568-90-0. (Mit einem imaginären Porträt der Herzogin von Oskar Kokoschka und zwölf Photographien der Londoner Aufführung im Jahre 1945 von Cecil Beaton.)
- John Webster: Die weisse Teufelin. The white divel. Tragödie in fünf Aufzügen. 1609. Aus dem Englischen von Alfred Marnau. Zweisprachige Ausgabe. 1986, ISBN 3-89190-410-X. (Mit einem visionären Traumbild von Franz Luby; und sechzehn Photographien der Londoner Aufführung im Jahre 1976 von John Haynes.)
- Achim von Arnim: Hollin’s Liebeleben Roman. 1986, ISBN 3-89190-408-8.
- Jochen Hörisch: Das Tier, das es nicht gibt. Eine Text- & Bild-Collage über das Einhorn. 1986, ISBN 3-89190-409-6.
- Wilhelm Heinse, Dürten Hartmann-Wülker (Hrsg.): Ardinghello und die glückseeligen Inseln. Eine Italienische Geschichte aus dem sechzehnten Jahrhundert. 1986, ISBN 3-89190-406-1.
- Johann Beer: Das Narrenspital. 1. Auflage. 1987, ISBN 3-89190-414-2. (Der Berühmte Narren-Spital, Darinnen umschweiffig erzehlet wird, was der faule Lorentz hinter der Wiese vor ein liederliches Leben geführet, und was vor ehrliche Pursche man im Spital angetroffen habe. Denen  Interessenten  zum besten, männiglich aber zu Verkürtzung der Melancholischen Stunden beschrieben und herausgegeben, Durch Hanß guck in die Welt.)
- Karl Corino (Hrsg.): Genie und Geld. Vom Auskommen deutscher Schriftsteller Mit 34 Porträtzeichnungen von Peter Anders. Erste Auflage. 1987, ISBN 3-89190-413-4.
- Jonathan von Alb (Hrsg.): Ein Strumpfband meiner Liebeslust. Geschichten vom und über das Strumpfband. 1987, ISBN 3-89190-418-5.
- Helmut Popp: In der Kutsche durch Europa. Von der Lust und Last des Reisens im 18. und 19. Jahrhundert. 1989, ISBN 3-89190-454-1.
- Angelika Lochmann (Hrsg.), Angelika Overath: Das blaue Buch: Lesearten einer Farbe. 1988, ISBN 3-89190-432-0.